# Vaal (reka)
Reka Vaal (/ˈvɑːl/ afrikanska izgovorjava: [ˈfɑːl]; Khoemana: ǀHaiǃarib) je največji pritok reke Oranje v Južni Afriki. Reka izvira blizu Breytena v provinci Mpumalanga, vzhodno od Johannesburga in približno 30 kilometrov severno od Ermela in le približno 240 kilometrov od Indijskega oceana. Nato teče proti zahodu do sotočja z reko Oranje jugozahodno od Kimberleyja na Severnem rtu. Dolga je 1458 kilometrov in tvori mejo med Mpumalango, Gautengom in Severozahodno provinco na njenem severnem bregu ter Svobodno države na njenem jugu.
Je tretja največja reka v Južni Afriki za reko oranje (dolga 2200 km) in reko Limpopo (dolga 1750 km) in je bila ustanovljena kot glavni vir vode za veliko območje Witswatersrand po zlati mrzlici 19. stoletja. Jez Vaal je na reki Vaal v Deneysvillu južno od meje med Gautengom in Svobodno državo. Reka Vaal je najdaljša reka, ki v celoti teče znotraj meja Južne Afrike.
Vaal je nizozemsko ime (kasneje afrikaansko), ki so ga prevedli Griquas ali Buri iz prejšnjega imena Kora Khoekhoe ali !Orakobab, včasih črkovanega kot Tky-Gariep (v ortografiji Khoekhoegowab je ǀHai!garib, siva reka). Obe, Vaal in Tky (v sodobnem pravopisu ǀHai) pomenita 'močno' ali 'dolgočasno', kar namiguje na barvo vode, še posebej opazno v sezoni poplav, ko je reka obremenjena z muljem. V zgornjem toku so Kojkoji reko poimenovali iLigwa (Sindebele), Ikwa ali Igwa (Zulujščina), ilikwa (svzijščina), lekwa (sotščina) ali cuoa, vse se nanaša na ravnino, ki jo prečka.

## Zgodovina
V zgodovini je reka tvorila severno mejo Basotoškega kraljestva Moshoeshoeja I. na njegovem vrhuncu sredi 19. stoletja, nato pa je postala meja med dvema burskima republikama: Južnoafriško republiko (kasneje provinca Transvaal) in svobodno državo Oranje. Geografsko ime Transvaal izhaja iz imena te reke, kar pomeni 'onstran reke Vaal'. To se je nanašalo na Kapsko kolonijo in Natal, ki sta bili takrat glavni območji evropske poselitve in sta ležali južno od Vaala.
V poznem 19. stoletju je prišlo do pritoka ljudi, ki so se selili v Witwatersrand v iskanju zlata. Reka Vaal bi sčasoma postala glavni vodni vir za Witwatersrand. Naraščajoče prebivalstvo je sprva uporabljalo vodo iz podtalnice vodnjakov Zuurbekom v Gautengovem West Randu. Sčasoma bi ti presahnili in ljudje so potrebovali nov vir, ki bi lahko zagotovil njihove domače, kmetijske in industrijske dejavnosti.
Vodne sheme je sprva vzpostavil zasebni sektor, da bi zadostil naraščajočemu povpraševanju. Ti so vključevali Vierfontein Syndicate podjetja Braamfontein Water Company iz leta 1893 in koncesijo Sivewright iz leta 1887 s strani Johannesburg Waterworks and Exploration Company. Voda je bila draga in večinoma nedostopna za večino prebivalcev.

### Vodni odbor Rand
Vodni odbor Rand je bil ustanovljen leta 1903, da bi prevzel dejavnosti zasebnega sektorja s pooblastilom za raziskovanje trajnostne oskrbe z vodo in sanitarnih storitev. Organizacija je v celoti začela delovati leta 1905 in je dobavljala vodo v razsutem stanju Witwatersrandu. Člani organizacije so bili uradniki mestnega sveta Johannesburga, rudarske zbornice in drugih lokalnih organov v Witwatersrandu.
Rand Water se je odzval na pomanjkanje vode z uvedbo omejitev za prebivalce Witwatersranda leta 1913. Razvil je tudi velike vodne sheme, ki bi se odzvale na naraščajoče povpraševanje. Med letoma 1914 in 1998 je organizacija sodelovala z različnimi vladnimi in zasebnimi subjekti, da bi vodila shemo reke Vaal in jez (1914–1924). Shema reke Vaal je bila pobuda, ustanovljena za upravljanje distribucije vode. Vodni odbor Rand je ustanovil tudi črpalno postajo Vereeniging (1924), črpalno postajo Zwartkopjes, jez Vaal (1938), črpalno postajo Zuikerbosch (1949) in vodni projekt Lesotho Highlands (1998).

## Porečje
Deževnica in podzemna voda se zbirata v kotanjah, dolinah in potokih in kjer se ti povežejo, se rodi reka Vaal, ki teče proti zahodu. Reka teče proti zahodu v jez Grootdraai blizu Standertona, Mpumalanga. Na poti do jezu Vaal v Vereenigingu se reka združi s številnimi pritoki. Reka Little Vaal se začne na [[Veliki rob, Južna Afrika|Velikem robu]g blizu Ermela. V bližini Memela v svobodni državi se začne reka Klip. Reka Watervals se začne v mestu Secunda, Mpumalanga. Reka Wilge se je srečala z reko Vaal, preden je bil leta 1938 zgrajen jez Vaal; zdaj voda teče naravnost v jez. Kromelmboogspruit se pridruži Vaalu blizu jeza Vaal.

### Jez Vaal
Ker je površinski odtok reke Vaal neenakomeren, so vzdolž njenega toka zgradili velike jezove za zbiranje vode. V preteklosti, preden je bila reka ustanovljena kot uradni vir vode za del Gautenga, so kmetje zgradili več majhnih jezov za namakanje.
Ko je bila leta 1938 dokončana gradnja jezu Vaal, je jez zagotavljal oskrbo z vodo skozi vsako leto, tudi ko reka ni bila polna. Jez bi preko različnih projektov prejemal vodo iz različnih prispevnih območij.

### Shema prenosa Tugela-Vaal
Za oskrbo gospodarskega središča države (takrat priznanega kot kompleks Pretoria-Witwatersrand-Vereeniging) sta bili razviti dve shemi prenosa vode s kanaliziranjem vode v reko Vaal iz drugih porečij med 1970-imi in 1990-imi leti. Ti vključujejo vodni projekt Lesotho Highlands in shemo prenosa vode KwaZulu-Natal Tugela-Vaal. Shema prenosa Tugela-Vaal je bila dokončana leta 1974 za prenos iz reke Tugela v KwaZulu Natalu preko kanalov, cevovodov in jezov v sistem reke Vaal.

### Vodni projekt Lesotskega višavja
Projekt Lesotho Highlands Water Project se je končno začel leta 1997 in bi vključeval trifazno gradnjo, ki bi povečala vodo iz Lesota v reko Vaal, vključno s štirimi večjimi jezovi. Od leta 1954 je Svet za razvoj naravnih virov predlagal, da Južna Afrika dobi nekaj vode iz sosednjega Lesota. Pogajanja med državama so se začela v poznih 1970-ih. Pogodbo o razvoju sheme so 24. oktobra 1987 podpisali predstavniki Lesota, Južne Afrike, Evropske unije, Združenih narodov in Svetovne banke. Takrat je bilo ocenjeno, da bo samo prva faza projekta stala 9,1 milijarde Ran.
Južna Afrika Lesotu vsako leto plača 150 milijonov ranov ne glede na to, ali porabijo vso dobavljeno vodo ali ne.

### Ekologija porečja
Po Hoganu glavni del porečja podpira visok endemizem pri plazilcih, nižje v porečju pa so povišane stopnje endemizma za male sesalce.

## Industrija in kmetijstvo
Voda se črpa iz Vaala za zadovoljevanje industrijskih potreb širšega metropolitanskega območja Johannesburga in velikega dela svobodne države. Leta 1881 je podjetje Kimberley Waterworks Company dobavilo vodo od Vaala do Cape Diamond Fields po ceni enega šilinga na 100 imperialnih galon (450 L; 120 ameriških galonov).
Kot del Vaal-Hartzove sheme je glavni vir vode za namakanje. Voda, črpana iz Vaala, podpira 12 milijonov potrošnikov v Gautengu in okoliških območjih.

## Trenutna uporaba
Večina vode reke Vaal gorvodno od jezu Vaal se uporablja za rudarstvo in industrijsko uporabo, kot so rudniki premoga in Sasolove dejavnosti, povezane z energijo in kemikalijami, pa tudi za uporabo v mestih in proizvodnjo električne energije. Dolvodno od jezu je voda večinoma namenjena urbanim potrebam in, čeprav sorazmerno manj, se precejšnja količina tega odseka uporablja tudi za rudarstvo in industrijo, namakanje in proizvodnjo električne energije. Reka je redno onesnažena v zgornjem toku, kar vpliva na uporabnike v spodnjem toku. Leta 2019 je bila glavna čistilna naprava lokalne občine Lekwa v Standertonu v slabem stanju in je povzročala kronične težave z onesnaževanjem. Da bi pomagali uporabnikom dolvodno, je bilo treba v reko črpati čisto vodo, da se razredči visoka raven soli, s čimer se zapravi velika količina tega redkega vira. Leta 2021 je poročilo, ki ga je objavila južnoafriška komisija za človekove pravice, ugotovilo, da je reka onesnažena nad sprejemljivimi ravnmi, vključno s pretokom neobdelanih odplak v reko.

## Turizem
Reka Vaal je sestavljena iz 50 km plovne vode. Povodje tako ponuja vrsto sproščenih vodnih dejavnosti, ki privabljajo domače in mednarodne turiste skozi vse leto. Aktivnosti vključujejo čolnarjenje, jahtanje in smučanje na vodi.
Deneysville je mesto na strani Svobodne države ob reki Vaal in je priljubljeno vodno središče, kjer lahko obiskovalci uživajo v plavanju, kajtanju, jahti, čolnarjenju, križarjenju s katamaranom, jet-skiju, jadranju na deski, potapljanju z masko in ribolovu.